# Teatro El Galpón
El Galpón es una institución teatral uruguaya ubicada en Montevideo. Fue fundada en 1949 por un grupo de actores independientes.

## Historia
El 2 de septiembre de 1949 a partir de la fusión de los elencos teatrales La Isla, dirigida por Atahualpa del Cioppo y el Teatro del Pueblo surge la institución teatral El Galpón, parte del teatro independiente de Uruguay.
En sus comienzos logran adquirir una antigua caballeriza de la entonces Barraca Zunino, ubicada en la esquina de las calles Mercedes y Carlos Roxlo de la ciudad de Montevideo, la cual es adaptada para poder comenzar a llevar adelante sus funciones, la misma con una capacidad de 150 personas.  
Convirtiéndose en una de las primeras instituciones teatrales independientes en contar con una sala propia: ya que hasta el momento los elencos independientes existentes solían arrendar o utilizar otras salas de la capital. Dicha adquisición surge gracias a la realización de campañas y bonos de donaciónes, o incluso la utilización de ahorros de los mismos integrantes de la institución. 
Finalmente buena parte de los integrantes de los elencos de La Isla y del El Teatro del Pueblo deciden continúan en la institución y con su sala, mientras que otro grupo de integrantes toman la decisión de continuar por su cuenta con la denominación de "Teatro del Pueblo",  bajo la dirección de Domínguez Santamaría. Esta institución continuaría con su actividad teatral en diversas salas hasta adquirir la suya en 1953, ubicada sobre las calle Yaguarón esquina San José. 
Una importante parte de la historia del teatro independiente del Uruguay está ligada a la historia de El Galpón. Estrenaron gran parte de las obras de Bertolt Brecht, donde obtuvieron éxitos importantes como La ópera de dos centavos, El círculo de tiza caucasiano que fue llevada a Buenos Aires con tal éxito que una de sus funciones fue transmitida en vivo por televisión. 

### Funcionamiento
Desde sus comienzos El Galpón tuvo su Escuela de Arte Escénico, lo que le facilitaba incrementar y formar  a sus futuros elencos; tuvo un elenco dedicado a los títeres, un seminario de autores nacionales que permitió estrenar a Juan Carlos Legido y Mauricio Rosencof, entre otros autores. Mantuvo una política de extensión cultural que consistía en ofrecer funciones a escuelas, liceos y sindicatos, como una forma de hacer llegar el teatro y la cultura a quienes no eran espectadores teatrales.

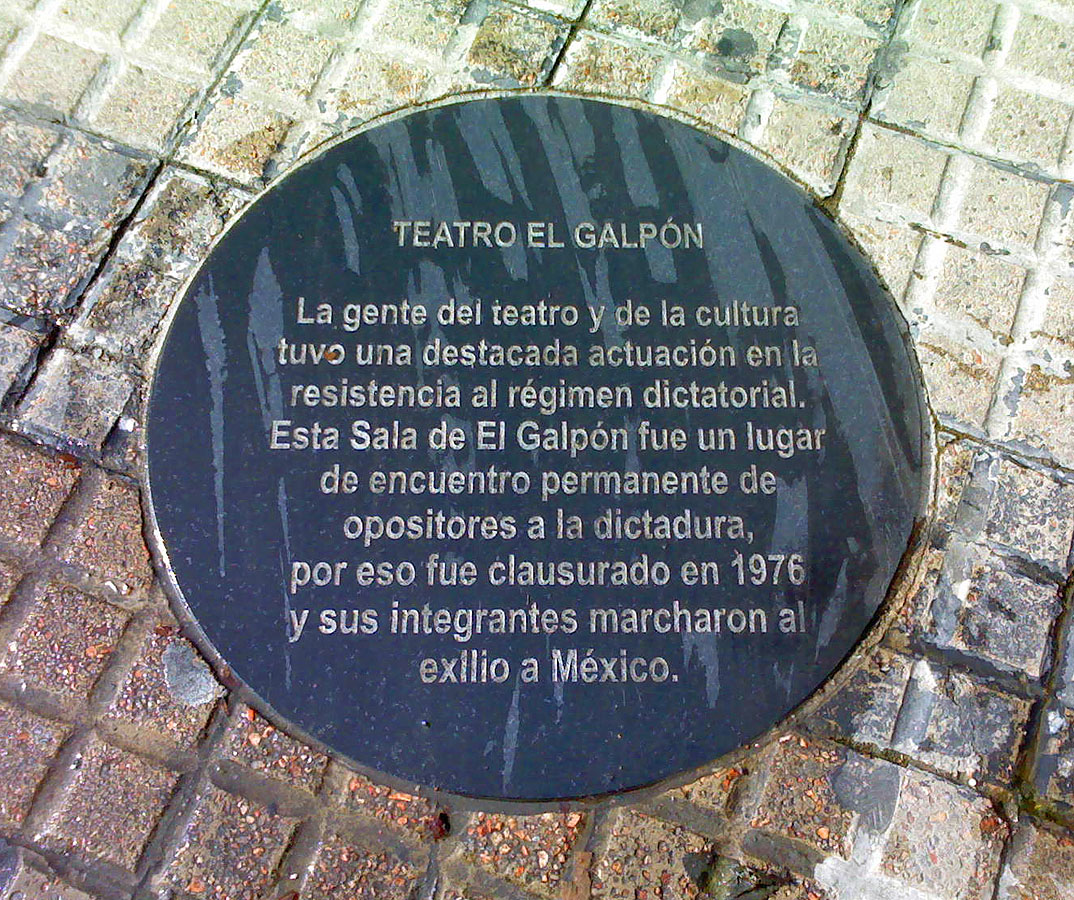
Marcador de la memoria frente al Teatro El Galpón.

### Clausura
El 7 de mayo de 1976 la institución fue clausurada por el gobierno de facto, quien además de la clausura, requisó gran parte de acervo y bienes. Obligando también al exilio de muchos de los integrantes del elenco.
Reabriría sus puertas con el retorno de la democracia, en 1985. 

## Sala teatral
En los años sesenta, la necesidad de contar con un espacio de mayores dimensiones ante el crecimiento de la institución motiva a la adquisición de un nuevo edificio. En 1964 finalmente es adquirido el cine "Gran Palace" ubicado sobre la Avenida 18 de Julio y Carlos Roxlo, el cual debió ser convertido en una sala teatral. 
Dicha sede es en la actualidad la única sala de la institución teatral, ya que la Sala Mercedes de El Galpón primitivo, era alquilada y tras la clausura de la institución durante la dictadura cívico-militar, las autoridades de facto rescindieron el contrato de alquiler y la devolvieron a sus propietarios, quienes demolieron el edificio. 
Cuenta con tres salas de amplias dimensiones. La sala histórica y de mayores dimensiones lleva el nombre de César Campodónico. Cuenta además con las salas Atahualpa y Cero de menores dimensiones. 

## Televisión
En 2021 estrenó el ciclo Temporario, una miniserie realizada en las salas teatrales, con actores del elenco teatral, emitida en Canal 10 y TV Ciudad.

## Conciertos
- Apocalyptica
- Therion